# Penateka
Penateka (Pénätĕka; = honey eaters; vidi Penointikara, Penande, Penetethka), najjužnija i jedna od najvažnijih skupina Komanča nekad raširena na istoku Teksasa, a kasnije na jugozapadu Oklahome s ostalim komančima.
Među Komančima imali su najvažniju ulogu u povijesti Teksasa.